# Dolichopeza (Prodolichopeza) isolata
Dolichopeza (Prodolichopeza) isolata is een tweevleugelige uit de familie langpootmuggen (Tipulidae). De soort komt voor in het Oriëntaals gebied.